# Gungthang Tsultrim
Gungthang Tsultrim tibétain : གུང་ཐང་ཚུལ་ཁྲིམས, Wylie : gung thang tshul khrims, né en 1923 en Amdo et mort assassiné le 18 juin 1978 en Inde est un résistant et homme politique tibétain.

## Biographie

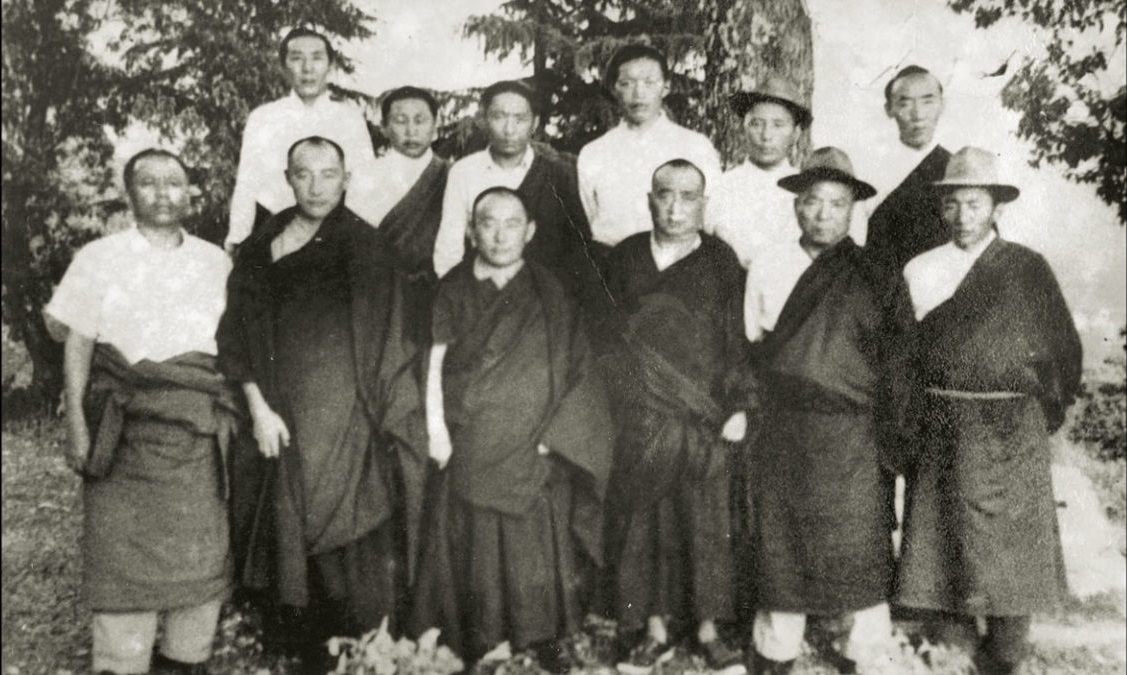
Les membres de la 1re Assemblée tibétaine. Rangée avant, de gauche à droite : Tsering Gonpo, Atro Rinpoché Karma Shenphen Choekyi Dawa, Tongkor Trulku Lobsang Jangchup, Lobsang Namgyal, Dorjee Pelsang, Tsultrim. Rangée arrière, de gauche à droite : Lobsang Nyendak, Tsewang Tamdin, Tsering Wangdue, Rinchen Tsering, Kalsang Damdul, Wangdu Dorje

Gungthang Tsultrim est né en 1923 à Amdo Tsayul, près de Labrang Tashi Kyil. 
Gungthang Tsultrim est l'adjoint et le directeur du labrang de Thonden Rinpoché, chef de groupes de résistance dans l'Amdo notamment à Labrang Gompa, dans le Gansu.
Après le soulèvement tibétain de 1959, il suivit le dalaï-lama en exil. 
Il fut l'un des premiers représentants de la province du Dhomey au parlement tibétain en exil. 
Gungthang Tsultrim a utilisé le scénario du 5e Kunchen Tempa Gyaltsen décrivant un drame historique sur le roi tibétain Songtsen Gampo. En 1960, il recrute soixante experts en théâtre, danse et musique et fonde la troupe de danse et de théâtre de l'Amdo. La troupe s'est préparée pendant six mois puis a donné une représentation inaugurale devant Ling Rinpoché, avant sa diffusion dans les villes indiennes de Delhi, Bombay et Calcutta. En 1963, il présente ce drame au dalaï-lama qui l'apprécia et lui conseilla de fonder une colonie pour les membres de sa troupe. Gungthang Tsultrim fonde la Tibetan Nehru Memorial Foundation initialement à Rajpur. Plus tard, il demande au leader indien Acharya Vinobha Bhave à Lucknow un terrain pour y fonder une colonie tibétaine. Acharya Vinobha Bhave le lui accorde ce qui mènera à la constitution de la colonie tibétaine de Clement Town (en). Plus de 300 familles tibétaines y ont été réhabilitées et comporte un lycée, un hôpital communautaire et trois monastères appartenant à trois écoles : le monastère Gelug de Tashi Kyil, le monastère Nyingma de Mindroling, et le monastère Kagyu de Dechen Chokhor. Le dalaï-lama a nommé cette colonie Dhondupling.
Gungthang Tsultrim a été assassiné par balle le 18 juin 1978 à l'âge de 55 ans. Un mémorial lui est dédié.
Son meurtre n'a jamais été résolu, même si les rumeurs ont proliféré.